# 格里·平德
格里·平德（英語：Gerry Pinder，1948年9月15日—），加拿大男子冰球运动员，场上位置是前锋。他曾代表加拿大参加1968年冬季奥林匹克运动会冰球比赛，获得一枚铜牌。

## 家庭
哥哥赫布·平德。